# Ештон (Небраска)
Ештон (англ. Ashton) — селище (англ. village) в США, в окрузі Шерман штату Небраска. Населення — 198 осіб (2020).

## Географія
Ештон розташований за координатами 41°14′52″ пн. ш. 98°47′43″ зх. д. / 41.24778° пн. ш. 98.79528° зх. д. (41.247748, -98.795147).  За даними Бюро перепису населення США в 2010 році селище мало площу 1,53 км², уся площа — суходіл.

## Демографія
Згідно з переписом 2010 року, у селищі мешкали 194 особи в 92 домогосподарствах у складі 54 родин. Густота населення становила 127 осіб/км².  Було 114 помешкання (74/км²).
Расовий склад населення:
| - 100,0 % — білих |

До двох чи більше рас належало 0,0 %. Частка іспаномовних становила 0,0 % від усіх жителів.
За віковим діапазоном населення розподілялося таким чином: 18,0 % — особи молодші 18 років, 60,9 % — особи у віці 18—64 років, 21,1 % — особи у віці 65 років та старші. Медіана віку мешканця становила 48,7 року. На 100 осіб жіночої статі у селищі припадало 96,0 чоловіків;  на 100 жінок у віці від 18 років та старших — 82,8 чоловіків також старших 18 років.
Середній дохід на одне домашнє господарство  становив 46 913 долари США (медіана — 42 500), а середній дохід на одну сім'ю — 57 206 доларів (медіана — 48 125). Медіана доходів становила 38 750 доларів для чоловіків та 32 639 доларів для жінок. За межею бідності перебувало 4,5 % осіб, у тому числі 0,0 % дітей у віці до 18 років та 2,0 % осіб у віці 65 років та старших.
Цивільне працевлаштоване населення становило 97 осіб. Основні галузі зайнятості: сільське господарство, лісництво, риболовля — 21,6 %, виробництво — 19,6 %, освіта, охорона здоров'я та соціальна допомога — 17,5 %.